# 星屑のセレナーデ
「星屑のセレナーデ」（ほしくずのセレナーデ）は、日本の男性シンガーソングライター・森山直太朗1枚目のシングル。
2002年11月27日発売。発売元はユニバーサルミュージック。

## 概要
「森山直太朗至上最も売れなかったシングル」とライブで煽られることがある楽曲。
オリジナル・アルバム未収録曲。
2005年発売ベスト・アルバム『傑作撰 2001〜2005』に初収録。

## 収録曲
全曲 作詞:森山直太朗/御徒町凧　作曲:森山直太朗　編曲:中村タイチ
1. 星屑のセレナーデ（NHKテレビドラマ「名古屋仏壇物語」主題歌）
2. 秋桜
3. 陽は西から昇る（アコースティック・ミックス）
4. 星屑のセレナーデ（Instrumental）